# Ocnogyna houlberti
Ocnogyna houlberti är en fjärilsart som beskrevs av Charles Oberthür 1911. Ocnogyna houlberti ingår i släktet Ocnogyna och familjen björnspinnare. Inga underarter finns listade i Catalogue of Life.